# 俄罗斯之恋
《俄罗斯之恋》（英語：From Russia, with Love）是英国作家伊恩·弗莱明创作的第五本詹姆斯·邦德系列小说，1956年初在牙买加黄金眼庄园写就，1957年4月8日经乔纳森·凯普出版社在英国首发，弗莱明一度计划此后不再创作邦德小说。
小说讲述苏联反情報机关间谍之死企图暗杀邦德，还想抹黑他和秘密情报局。苏联人用苏制解码机和漂亮的密码破译员为饵引邦德上勾，大部分情节发生在伊斯坦布尔和東方快車。弗莱明曾代表《星期日泰晤士報》前往土耳其报导国际刑警组织会议，后乘东方快车回国，这段经历是他创作本书的重要参考。《俄罗斯之恋》关注冷战中的东西方冲突，大英帝国的衰落和对二战后世界的影响。
《俄罗斯之恋》赢得普遍好评，英国首相安東尼·艾登到访黄金眼庄园，《生活》刊文宣称小说跻身美国总统约翰·肯尼迪最喜欢的十本图书，结合各种宣传活动，令小说销量大振。《每日快報》连载小说的删减版，随后又改编成连环漫画。1963年，《俄罗斯之恋》改编成同名电影，是詹姆斯·邦德系列电影第二弹，肖恩·康纳利饰演邦德。

## 内容简介
苏联反情報机构间谍之死（SMERSH）计划对情报界实施大规模恐怖行动，并选中英国秘密情报局间谍詹姆斯·邦德为目标。间谍之死特工勒·希弗斯（Le Chiffre）、“老大”（Mr Big）、雨果·德拉克斯（Hugo Drax）等人均败在邦德手上，苏联把他视为国家公敌并发出“处死令”。间谍之死计划杀害邦德并引爆重大性丑闻，确保世界媒体持续关注数月，令间谍本人和秘密情报局斯文扫地。间谍之死派出的刽子手多诺万·“瑞德”·格兰特（Donovan "Red" Grant）是英国陆军叛徒，是精神变态患者，每逢满月就无法自制地要杀人。间谍之死负责整体规划的克朗斯汀（Kronsteen）很喜欢下国际象棋，他与行动与处决组长罗莎·克莱布（Rosa Klebb）上校共同策划本次行动。两人要求年轻漂亮的驻伊斯坦布尔密码破译员塔蒂亚娜·罗曼诺娃（Tatiana Romanova）自称单看照片就爱上邦德，假装想要叛逃。为加大筹码，罗曼诺娃还能向英国提供苏制密码破译机，这一直是秘密情報局梦寐以求的机密设备。克朗斯汀和克莱布没有告知罗曼诺娃详细计划。

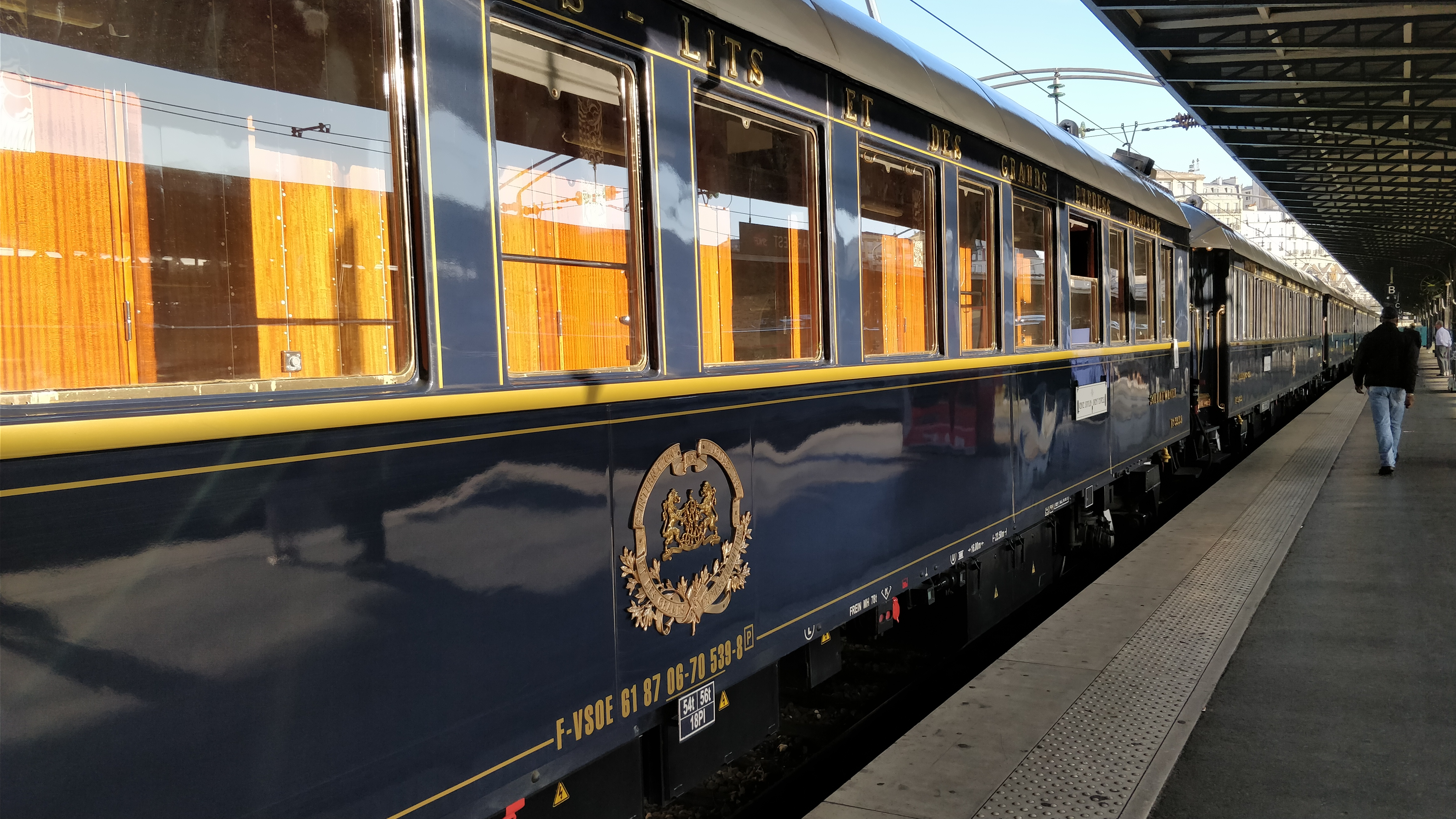
邦德乘東方快車（图）从伊斯坦布尔前往巴黎

秘密情报局收到罗曼诺娃想叛逃的消息，条件是邦德亲自到伊斯坦布尔把她和密码破译机带走。秘密情报局无法肯定此行是否有诈，但密码破译机价值太大，实在不能错过，主管M派邦德亲赴土耳其。邦德抵达后与秘密情报驻土耳其分部主任达科·凯里姆（Darko Kerim）结为好友，邦德与罗曼诺娃见面，两人计划带密码破译机离开土耳其。邦德和凯里姆相信她的说法，三人登上東方快車，但凯里姆马上发现车上有三名苏联国家安全部便衣特工，他利用贿赂和欺骗手段把其中两人骗下车，但不久就死于第三名特工之手。
火车抵达的里雅斯特，有人向邦德自称秘密情报局特工纳什（Nash）上尉，邦德估计此人是M所派，负责接下来旅程的安全。罗曼诺娃觉得纳什很可疑，但邦德保证此人确是 友军。纳什在晚餐时向罗曼诺娃下药，吃过饭后众人休息。纳什用枪对准邦德并把他叫醒，后者随即得知此人是间谍之死刽子手格兰特。他没有马上开枪，而是向邦德介绍全盘行动计划。原来他准备枪杀邦德和罗曼诺娃，并把女方尸体丢出火车，把录有两人做爱的胶片放在她行李箱；此外，那台密码破译机已改装成詭雷，只要有人企图检查就会爆炸。格兰特侃侃而谈，邦德把金属烟盒夹在书里并挡在胸前，格兰特正好朝他胸口开枪，邦德马上倒地，等格兰特上前时突袭反杀，随后与罗曼诺娃逃脱。
邦德把罗曼诺娃和改装成詭雷的密码破译机交给上级，再去抓捕罗莎·克莱布。克莱布被抓时用带毒刃的鞋刺伤邦德，小说最后邦德呼吸困难并摔倒在地。

## 背景和创作过程
1956年1月，伊恩·佛萊明已出版三部邦德系列小说，分别是1953年的《皇家赌场》、1954年的《生死关头》、1955年的《太空城》。第四部《金刚钻》正在编辑准备印刷。弗莱明这个月前往牙买加黄金眼庄园开始创作《俄罗斯之恋》，保持前几部小说的创作效率。1963年5月，他在《书与书虫》（Books and Bookmen）杂志介绍写作技巧，自称“早上大概写三个钟头......晚上六到七点再写一小时。我从不修改，也从不回头检视写出来的东西......照我的办法，你一天也能写两千字。”同年三月，他携带228页初稿返回伦敦，但后来修改的幅度超过其他作品，重大改动包括男主角的结局。作者此时对邦德系列小说有些失望，他在写着美国作家好友雷蒙·錢德勒的信中自认灵感枯竭，已对邦德感到厌烦，难以再为他写出千回百转的精彩情节。弗莱明的初稿结尾是邦德与罗曼诺娃相爱相依，但在1956年4月改成克莱布用毒刃刺伤邦德，以便在打算终结系列小说时安排邦德去世。
难以呼吸的邦德努力向肺中吸气，就像想隐藏醉态的人那样咬紧牙关、半闭双眼……他用力睁开眼睛……竭力喘气来呼吸。他的手又摸向冰冷的脸，感到双膝已经难以支撑……缓慢绕脚跟旋转后摔倒，头撞上酒红色的地板。
《俄罗斯之恋》结尾
1957年1月，弗莱明已决定继续创作，下一部小说《诺博士》开头便是邦德恢复后前往牙买加。
1955年6月，弗莱明代表《星期日泰晤士報》前往伊斯坦布尔报道国际刑警组织会议，这段经历是他创作本书的重要参考。他在当地结识曾就读牛津大学的船东纳济姆·卡尔卡万（Nazim Kalkavan），此人便是达科·凯里姆的原型；作者用本子记下卡尔卡万的很多话，在小说原样照搬。
弗莱明的小说没有明确说明日期，但有两位作家根据所有詹姆斯·邦德系列小说情节和局势推导时间轴。约翰·格里斯沃尔德（John Griswold）和亨利·钱斯洛都曾代表伊恩·弗莱明出版社创作图书，钱斯洛认为《俄罗斯之恋》的故事发生在1955年，格里斯沃尔德认为是1954年6至8月。小说中的苏联国家安全部格鲁勃扎波伊奇科布（Grubozaboyschikob）将军在讲话中谈到“前不久发生的”伊斯坦布尔骚乱、塞浦路斯紧急状况和迫使法国1955年11月同意摩洛哥独立的摩洛哥革命。
1956年8月，弗莱明用50坚尼聘请理查德·乔平（Richard Chopping）创作书籍封面，设计思路由弗莱明提供，两人合作的结晶多次获奖。1956年3月《金刚钻》出版后，作者收到31岁的枪支专家兼作品粉丝杰弗里·布特罗伊（Geoffrey Boothroyd）来信，批评作者为邦德选用的枪支不当：
恕我冒昧，詹姆斯·邦德应该不会考虑.25口径的贝瑞塔迷你手枪，这枪实在只适合女人，而且就算在女士枪支里也不怎么样！我斗胆建议为邦德配备.38或九毫米口径，比如德国瓦尔特PPK手枪就合适得多。
弗莱明收到布特罗伊的信时已来不及全盘调整《俄罗斯之恋》，但邦德的.38口径史密斯&威森短管左轮手枪经过修改将扳机护板去掉三分之一，正如小说封面图案。为表感谢，弗莱明在《诺博士》里为秘密情报局武器专家起名“布特罗伊少校”。

## 发展

### 情节灵感

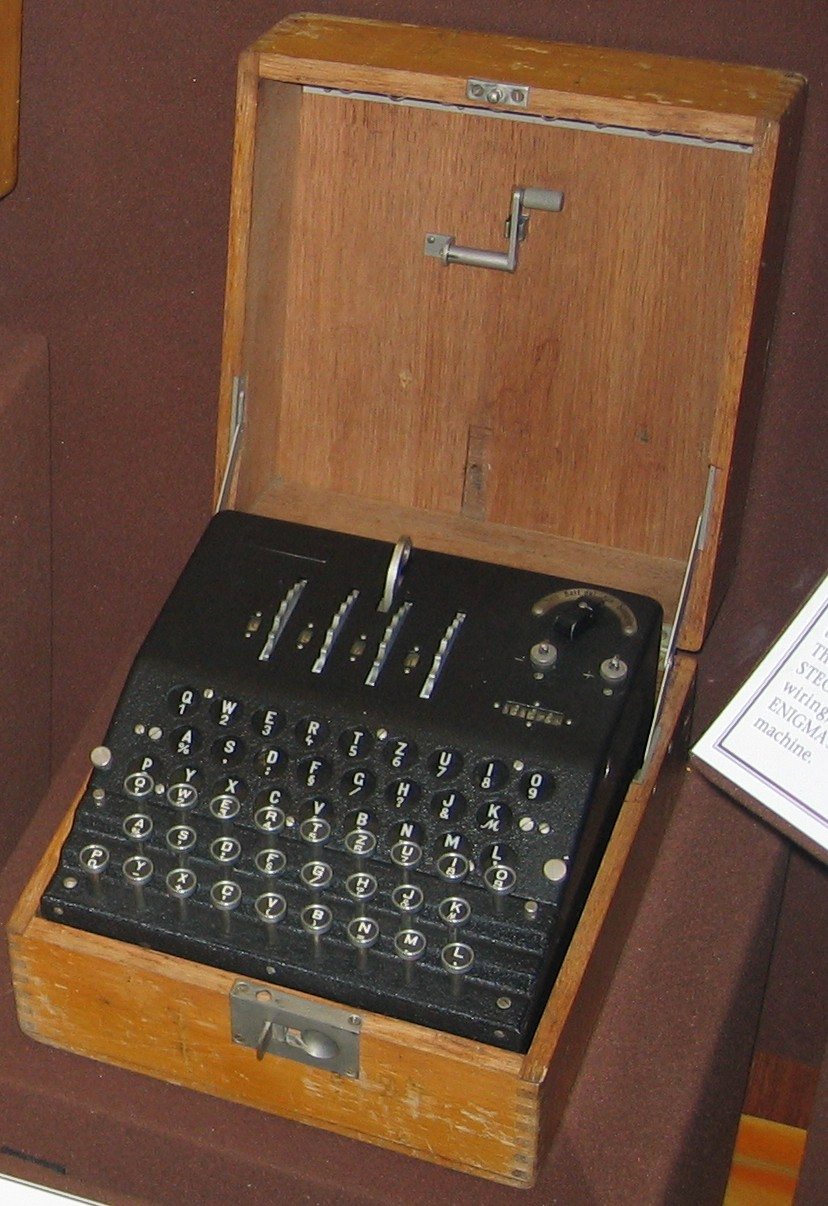
恩尼格玛密码机是书中虚构苏联密码破译机的原型

与前几部小说一样，弗莱明在创作本书时借用熟人或听说过的名字。牙买加河流向导瑞德·格兰特是书中半德裔、半爱尔兰血统的苏联刽子手原型，为弗莱明立传的安德鲁·莱切特（Andrew Lycett）称他“性格开朗且邪恶，非常健谈，身材高大”。作者曾在《星期日泰晤士報》撰文介绍列宁军事政治学院的雷布基纳上校，克莱布一定程度上由此而来。苏制秘密破译机与冷战无关，构想源自第二次世界大战期间的恩尼格玛密码机，弗莱明在英国海军情报局工作时曾力图取得。
书中大量情节在东方快车展开，这主要有两方面原因。弗莱明当年结束国际刑警组织会议报道后乘东方快车离开伊斯坦布尔，但因餐车关闭等原因觉得此行非常无聊。。他还得知美国驻布达佩斯海军武官兼情报人员尤金·卡普（Eugene Karp）1950年2月在布达佩斯登上东方快车前往巴黎，随身携带的文件表明部分美国间谍已被東方集團发现。但苏联刺客早已上车，列车长遭人下毒，人们不久后在萨尔茨堡以南火车隧道发现卡普的尸体。弗莱明一直对火车很感兴趣，1927年还曾遇到重大事故险些丧命，从此就把火车与危险联系起来，《生死关头》、《金刚钻》和《金枪人》（The Man with the Golden Gun）都有火车情节。
文化史学家杰里米·布莱克（Jeremy Black）指出，《俄罗斯之恋》创作和出版时东西方紧张局势加剧，公众冷战意识很强。苏联在1956年4月公开英美两国利用隧道潜入柏林苏联占领区，窃听蘇聯陸軍总部座机通讯之举。同月，潜水员莱昂内尔·克拉布（Lionel Crabb）在受命拍摄停靠朴茨茅斯港的苏联奥尔忠尼启则号巡洋舰螺旋桨时失踪，引起英国报纸争相报道。同年10至11月，苏联军队镇压匈牙利民众起义。

### 人物
为让邦德形象更丰满，作者为人物增加性格特点。作家兼新闻工作者马修·帕克（Matthew Parker）声称，弗莱明创作本书时身体不佳、情绪低落，体现在邦德身上便是生理和心理都不够振奋。新闻工作者威廉·库克（William Cook）在《新政治家》发文指出，早期邦德小说的主人翁形象与经典文学人物关系密切：
詹姆斯·邦德是英国文学重要但又饱受诟病传统的集大成之作。弗莱明童年看过很多赫尔曼·西里尔·麦克尼尔（Herman Cyril McNeile，又名“工兵”）中校笔下的斗牛犬德拉蒙德（Bulldog Drummond）传奇，还有不少約翰·布肯创作的理查德·汉尼（Richard Hannay）小说。他的天才之处在于，把这些老掉牙的冒险重新包装，适应战后英国文学时尚……邦德就是喷气机时代的斗牛犬德拉蒙德。
经过前四本小说的人物发展，弗莱明在本书增加邦德私生活背景，其中大部分是家庭生活与个人习惯，邦德刚出场时和管家梅（May）一起吃早餐。多年后亲自投身邦德小说创作的作家雷蒙德·本森（Raymond Benson）指出，如此出场代表邦德生活安逸，心中由此滋生自我怀疑。本森指出，邦德乘机飞往伊斯坦布尔时遇上风暴产生的强烈湍流，心中明显感到害怕，而且初见罗曼诺娃时显然很紧张，看起来对任务感到担忧和内疚。本森认为书中其他人物的塑造都很出色，称赞作者对秘密情报局驻地分部主管凯里姆的描绘特别出彩，就像《生死关头》中的库洛（Quarrel）、短篇小说《风险》中的科伦波（Colombo）一样可靠且充满魅力。帕克认为，凯里姆令情绪低落的邦德心情为之一振，散文家翁贝托·埃科觉得凯里姆部分道德观念与邦德系列小说的反派类似，但在本作中用于支持邦德。
弗莱明创作的小说只有《俄罗斯之恋》等少部分以苏联为大反派，埃科认为邦德在本书中的对手“可怕至极、邪恶得不可思议，几乎不可能让人觉得真实可信”。作者在文中首次为邦德带来女对手，但从人物形象角度克莱布与过去的反派一样令人反胃，不讲卫生且毫无品味。安东尼·辛诺特（Anthony Synnott）从审美角度检视邦德小说时与埃科看法类似，称克莱布说起来是女人，但实际更像“中性人”。本森指出，瑞德·格兰特是邦德遇到的第一个“精神病对手”。多年后创作少年邦德系列小说的查理·希格森（Charlie Higson）认为，格兰特属于“现代恶魔：冷酷无情、毫无悔意的疯子，两眼就像淹死的人那样冰冷、死气沉沉”。

## 风格
希格森认为，弗莱明创作的前四部邦德小说风格和人物塑造手法多变，到《俄罗斯之恋》“终于开始采用经典邦德配方，开心走进他最富创造力的阶段”。文学分析家勒罗伊·潘尼克（LeRoy L. Panek）声称，过去的邦德小说本质上都是以侦破情节为主，但《俄罗斯之恋》的结构不同，在主线开始前用大量篇幅描绘格兰特、苏联反情报高官和罗曼诺娃，其后才是那些不出所料的内容。书的前十章都用来介绍苏联对手和任务背景，邦德直到第11章才出场。埃科认为瑞德·格兰特在书中亮相的桥段设计巧妙，类似电影开场，在他看来，作者描写这类场景的功底已是炉火纯青。
本森将小说章节末尾用于吸引读者继续观看下一章的悬念设定称为“弗莱明式收尾”，在他看来，《俄罗斯之恋》就是“靠弗莱明式收尾稳步推进情节”，这本是弗莱明最长的小说，但高明的“收尾却令人感觉全书短了一半”。同样在多年后创作邦德小说的金斯利·艾米斯认为本文节奏感很强而且令人信服，帕克觉得《俄罗斯之恋》的情节有漏洞，但“动作场面明快，足以让读者忽视问题”。
弗莱明在书中采用耳熟能详的品牌和日常生活细节营造现实感，艾米斯把这种现实感称为“弗莱明效应”。他还指出，弗莱明以极富想象力的手段利用现实生活中的真实信息，从而让邦德的世界无处不在并置身某种现实框架内，或至少与现实平衡。

## 主题
文化史学家珍妮特·伍拉科特（Janet Woollacott）和托尼·贝内特（Tony Bennett）认为，弗莱明在开头题注告知读者“本文相当一部分背景立足现实”表明小说中的“冷战局势紧张程度空前，情节自始至终包含大量此类描写”。 与《皇家赌场》类似，读者可以通过《俄罗斯之恋》感到英国实力下降，对二战后及冷战时期世界的影响也大不如前。库克指出，随着大英帝国实力下降，“邦德迎合英国日益膨胀且越来越没安全感的自我形象，用大不列颠仍拥有超出实际实力的幻想讨好我们”。文化史学家珍妮特·伍拉科特（Janet Woollacott）和托尼·贝内特（Tony Bennett）看法类似，称英国作为世界强权的地位明显在快速下滑，但在邦德带来的幻想世界里，英格兰依然有望成为世界事务的中心。《俄罗斯之恋》以邦德和凯里姆的对话淋漓尽致地体现这种衰落，承认英格兰“已经秀不出肌肉，只剩下骨头”。
伍拉科特和贝内特声称，邦德是“英格兰神话的完美体现”，所以沦为苏联人的目标。文学批评家梅尔·斯特恩伯格（Meir Sternberg）认为，《俄罗斯之恋》等众多邦德小说都有圣乔治与龙的主题，邦德就像圣乔治，是英格兰的守护神，小说开头描写蜻蜓从格兰特仰卧的躯体上飞过，英语中的“蜻蜓”开头六个字母就是“龙”，分开来看可以理解成“飞龙”。
弗莱明在《俄罗斯之恋》以相互平行的笔触创作两组人物，意图体现西方优于苏联，倡导“西方最好”理念。格兰特和罗曼诺娃是书中最重要的两个人物，他们都选择叛逃，对比两人便是比较东西方制度。在琼斯·塔科斯（Jones Takors）看来，罗曼诺娃从邦德身上感受的性满足远超过去的苏联恋人，无论从字面含义还是隐喻角度，邦德的确都把她“勾引”到西方。书中邦德性能力强过苏联男子，估计弗莱明以此意指西方就是比苏联强。

## 出版和反响

### 出版史
1957年4月8日，乔纳森·凯普出版社（Jonathan Cape）在英国发行《俄罗斯之恋》精装本。数周后，小说通过麥米倫出版公司亮相美国市场。弗莱明对本作非常满意，事后还称：
我个人觉得从很多角度来说，《俄罗斯之恋》都是我最好的作品。令我非常高兴的是，每本书似乎都有忠实读者强烈支持，哪怕只是部分章节，没有哪部谁都看不上。
1956年11月，英国首相安東尼·艾登因身体不佳到黄金眼庄园休养，引起英国媒体争相报道，《俄罗斯之恋》的发行迎来宣传活动，主要利用弗莱明显著提升的公众形象。1957年《每日快報》连载小说删减版，令书籍销量大振，发行商还在四年后迎来更大惊喜。1961年3月17日，《生活》杂志刊文指出《俄罗斯之恋》脐身美国总统约翰·肯尼迪最喜欢的十本图片。这份赞誉结合商家宣传，令弗莱明作品在美国的销量刷新犯罪小说作家纪录。1963年同名电影还令《俄罗斯之恋》销量再度激增，图书出版社发行的平装本1962年售出14.5万册，1963年激增至64.2万册，1964年还有60万册。

### 反响
《俄罗斯之恋》赢得评论界普遍好评。朱利安·西蒙斯（Julian Symons）在《泰晤士报文学增刊》（The Times Literary Supplement）发文，称赞本书是作者“最紧张、刺激、精彩的故事”，“将惊悚提升成现代情感需求”，邦德就像知识分子版的迈克·哈默（Mike Hammer），身为目光敏锐的杀手，却有女人般温柔的心。《泰晤士报》的评论态度略有保留，觉得“紧张、残酷的情节太过普遍，读者难以在虚构和现实间切换”。文章认为弗莱明还不能与活跃在20世纪30至40年代的犯罪小說家彼得·切尼（Peter Cheyney）相比，但最后依然认定《俄罗斯之恋》是“足够刺激”的犯罪小说。
《觀察家報》评论员莫里斯·理查森（Maurice Richardson）称赞小说情节引人入胜，“豪华版俱乐部绅士特工邦德……面临如此诱人的陷阱”，令人担心“这会是邦德的结局吗？”。《牛津邮报》（Oxford Mail）刊文宣布“伊恩·弗莱明已自成一派”，《星期日泰晤士报》发文指出，“如果精神病医生与极其高效的撰稿人合作，想创造人物体现20世纪中期人类潜意识中的男子雄心，他们的创造成果肯定是詹姆斯·邦德”。
弗莱明传记作者约翰·皮尔森（John Pearson）口中“彻头彻尾的反邦德兼反弗莱明狂热分子”、《纽约时报》评论员安东尼·布彻（Anthony Boucher）继续贯彻常年主张，批评《俄罗斯之恋》是弗莱明“最冗长、最差劲的书”。 他进一步指出，小说“一如既往地为性爱与性虐待披上文学外衣，却连偶尔的精彩片段都没了”。 《纽约先驱论坛报》（New York Herald Tribune）看法完全相反，称赞作者以细致的观察结合敏锐笔触，仿佛炼金术般将陈词滥调化腐朽为神奇。罗伯特·基希（Robert R Kirsch）发在《洛杉磯時報》的文章同样反对布彻看法，称赞创作功底高超的弗莱明以一己之力扭转乾坤，将接近消亡的间谍小说带到时代前沿。在他看来，《俄罗斯之恋》已集“传统和现代险恶间谍艺术”的优点于一身。

## 改编作品
1957年4月1日，《每日书报》开始连载《俄罗斯之恋》，是该报首度连载邦德小说。1960年3月21日，小说改编的连环漫画通过该报全球同步发行，同年5月21日完成。连环漫画由亨利·加米奇（Henry Gammidge）创作、约翰·麦克卢斯基（John McLusky）绘图，后于2005年连同《金刚钻》和《皇家赌场》收入《诺博士》选集，由泰坦图书重新出版。
小说同名电影1963年上映，艾伯特·布洛克里与哈里·萨尔兹曼（Harry Saltzman）制片，特伦斯·扬导演，是Eon制片公司第二部詹姆斯·邦德系列电影，也是肖恩·康纳利第二次饰演邦德。电影将反派组织由间谍之死改为虚构恐怖组织魔鬼黨，结尾改成邦德明显活下来，其他整体忠于原著。本森声称“许多影迷认为该片非常忠于弗莱明的原著，所以就是最棒的邦德片”。
2012年，阿奇·斯科特尼（Archie Scottney）将小说改编成广播节目，马丁·贾维斯（Martin Jarvis）导演，罗莎琳·艾尔斯（Rosalind Ayres）制作，托比·斯蒂芬斯诠释邦德，BBC廣播四台首播。贾维斯与斯蒂芬斯还曾在2008年合作改编《诺德士》，2010年改编《金手指》。

## 脚注
1. ↑  Fleming & 1957，第6页
2. ↑  Lycett & 1996，第268–269页
3. ↑  Ian Fleming's James Bond Titles.
4. ↑  Lycett & 1996，第289页
5. 1 2 3  Benson & 1988，第16页
6. 1 2  Faulks，Fleming & 2009，第320页
7. ↑  Chancellor & 2005，第101页
8. ↑  Benson & 1988，第13页
9. ↑  Fleming，Higson & 2006，第v页
10. ↑  Benson & 1988，第14页
11. 1 2  Parker & 2014，第209页
12. ↑  Lycett & 1996，第293页
13. ↑  Lycett & 1996，第307–08页
14. 1 2  Chancellor & 2005，第96–97页
15. 1 2  Benson & 1988，第12页
16. ↑  Fleming & 1955，第14页
17. ↑  Griswold & 2006，第13页
18. ↑  Chancellor & 2005，第98–99页
19. ↑  Takors & 2010，第222页
20. ↑  Lycett & 1996，第300页
21. ↑  Bond's unsung heroes: Geoffrey Boothroyd, the Real Q.
22. ↑  Chancellor & 2005，第160页
23. 1 2  Benson & 1988，第15页
24. ↑  Lycett & 1996，第282页
25. ↑  Macintyre & 2008，第90页
26. ↑  Macintyre & 2008，第93页
27. ↑  Halloran & 1986，第163页
28. 1 2 3 4 5  Chancellor & 2005，第97页
29. ↑  Black & 2005，第30页
30. ↑  Chancellor & 2005，第96页
31. ↑  Chancellor & 2005，第16页
32. ↑  Black & 2005，第28页
33. ↑  Parker & 2014，第208页
34. ↑  Panek & 1981，第316页
35. 1 2  Cook & 2004，第40页
36. ↑  Benson & 1988，第106页
37. ↑  Benson & 1988，第106–107页
38. ↑  Benson & 1988，第107–08页
39. 1 2  Eco & 2009，第39页
40. ↑  Synnott & 1990，第407–426页
41. ↑  Panek & 1981，第208页
42. ↑  Eco & 2009，第46页
43. 1 2  Benson & 1988，第108页
44. ↑  Black & 2005，第28–29页
45. ↑  Fleming，Higson & 2006，第vii页
46. 1 2  Fleming，Higson & 2006，第vi页
47. ↑  Panek & 1981，第212–213页
48. 1 2  Benson & 1988，第105页
49. 1 2  Eco & 2009，第51页
50. ↑  Benson & 1988，第85页
51. ↑  Amis & 1966，第154–155页
52. ↑  Parker & 2014，第198页
53. ↑  Butler & 1973，第241页
54. ↑  Amis & 1966，第112页
55. ↑  Amis & 1966，第111–112页
56. 1 2  Bennett，Woollacott & 1987，第28页
57. 1 2  Macintyre & 2008，第113页
58. ↑  Fleming，Higson & 2006，第227页
59. ↑  Bennett，Woollacott & 1987，第138页
60. 1 2  Sternberg & 1983，第142–180页
61. ↑  Takors & 2010，第221-222页
62. ↑  Takors & 2010，第223页
63. 1 2  Takors & 2010，第224页
64. 1 2  Richardson & 1957，第16页
65. 1 2 3  Boucher & 1957，第BR15页
66. ↑  Lycett & 1996，第313页
67. 1 2  Lindner & 2009，第16页
68. ↑  Sidey & 1961，第59页
69. ↑  Parker & 2014，第260, 262页
70. ↑  Lycett & 1996，第383页
71. ↑  Bennett，Woollacott & 2009，第17, 21页
72. ↑  Parker & 2014，第239页
73. ↑  Symons & 1957，第230页
74. 1 2  New Fiction，第13页
75. ↑  Pearson & 1967，第99页
76. 1 2  Kirsch & 1957，第B5页
77. ↑  Daily Express，第10页
78. ↑  Fleming等，第6页
79. ↑  McLusky et al. 2009，第5頁
80. ↑  McLusky et al. 2009，第135頁
81. ↑  Brooke.
82. ↑  Barnes，Hearn & 2001，第21页
83. ↑  Benson & 1988，第172–74页
84. ↑  Saturday Drama.